# PNP
PNP là một trong hai loại transistor lưỡng cực, loại thứ hai là NPN. Là một linh kiện điện tử do kết hợp 2 chất bán dẫn điện
"N" ám chỉ negative nghĩa là "cực âm", "P" là positive nghĩa là "cực dương".
Các transistor PNP bao gồm một lớp bán dẫn được pha tạp loại N (tác nhân pha tạp là Asernic) đóng vai trò cực gốc, nằm giữa hai lớp bán dẫn được pha tạp loại P (tác nhân pha tạp thường là Boron, ký hiệu trong hóa học là Bo). Các transistor NPN thường được kích hoạt khi cực phát được nối đất và cực góp được nối với nguồn dương.